# Johan Christoffer Boklund

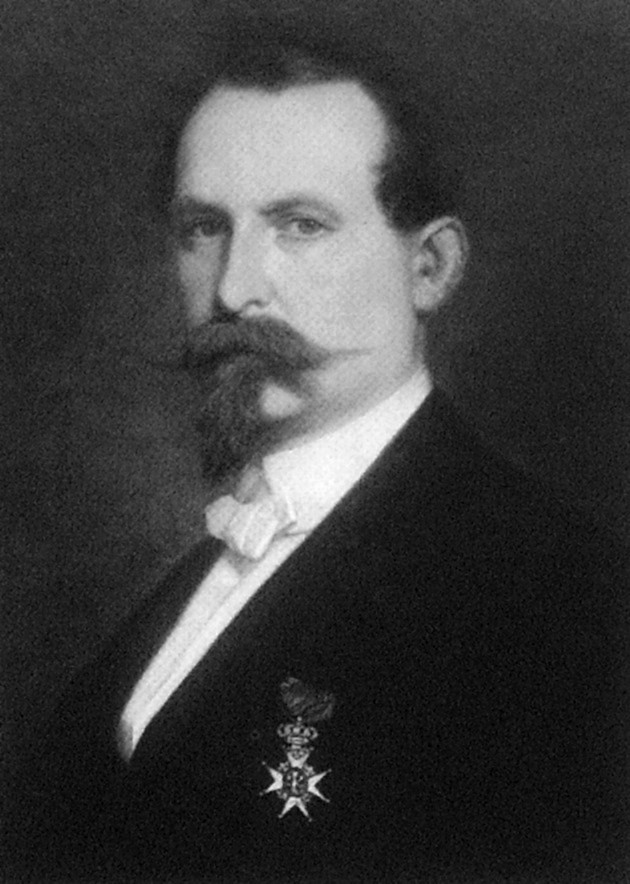
Johan Christoffer Boklund

Johan Christoffer Boklund (* 17. Mai 1817 in Kulla Gunnarstorp, Schonen; † 9. Dezember 1880 in Stockholm) war ein schwedischer Maler und Vertreter der Münchner Schule.

## Leben
Boklund kam als 15-Jähriger nach Lund, wo er an der Gestaltung von Bildtafeln zu Werken des Naturforschers Sven Nilsson mitwirkte. Er schrieb sich an der Kunstakademie in Kopenhagen ein, wo er Schüler von Johann Ludwig Lund (1777–1867) war. 1837 zog Boklund nach Stockholm und besuchte die Königlich Schwedische Kunstakademie. Zusammen mit dem Künstlerkollegen Johan Fredrik Höckert (1826–1866) verbrachte Boklund ab 1846 acht Jahre in München. Das Gemälde Den nyfikne trumpetaren (Der neugierige Trompeter), das er 1853 nach Schweden gesandt hatte, brachte ihm ein stattliches Stipendium, was ihm die Weiterreise nach Paris ermöglichte. Dort arbeitete er von 1854 bis Dezember 1855 im Atelier von Thomas Couture, bevor er nach Schweden heimkehrte.
Boklund erhielt einen Lehrauftrag an der Stockholmer Kunstakademie und wurde 1856 zum Professor ernannt. Auf seine Initiative hin bildete sich im selben Jahr der Stockholmer Künstlerclub (Konstnärsklubben). Gleichzeitig war er bis 1872 Kunstlehrer für Karl XV. Ab 1861 gehörte Boklund einer Kommission zur Einrichtung des neuen Nationalmuseums an und gleichzeitig war er als Verwalter des ehemaligen königlichen Museums angestellt. Zu seinen weiteren Aufgaben zählten die Leitung der Kunstabteilung des Nationalmuseums (ab 1866), die Organisation der Nordischen Kunstausstellung von 1866, die Verwaltung der Gemäldesammlung von Karl XV. und die Leitung der Kunstakademie (ab 1867). Aufgrund der vielen administrativen Aufgaben hatte Boklund zum Lebensende wenig Zeit für eigene künstlerische Arbeiten und auch seine Gesundheit litt darunter.

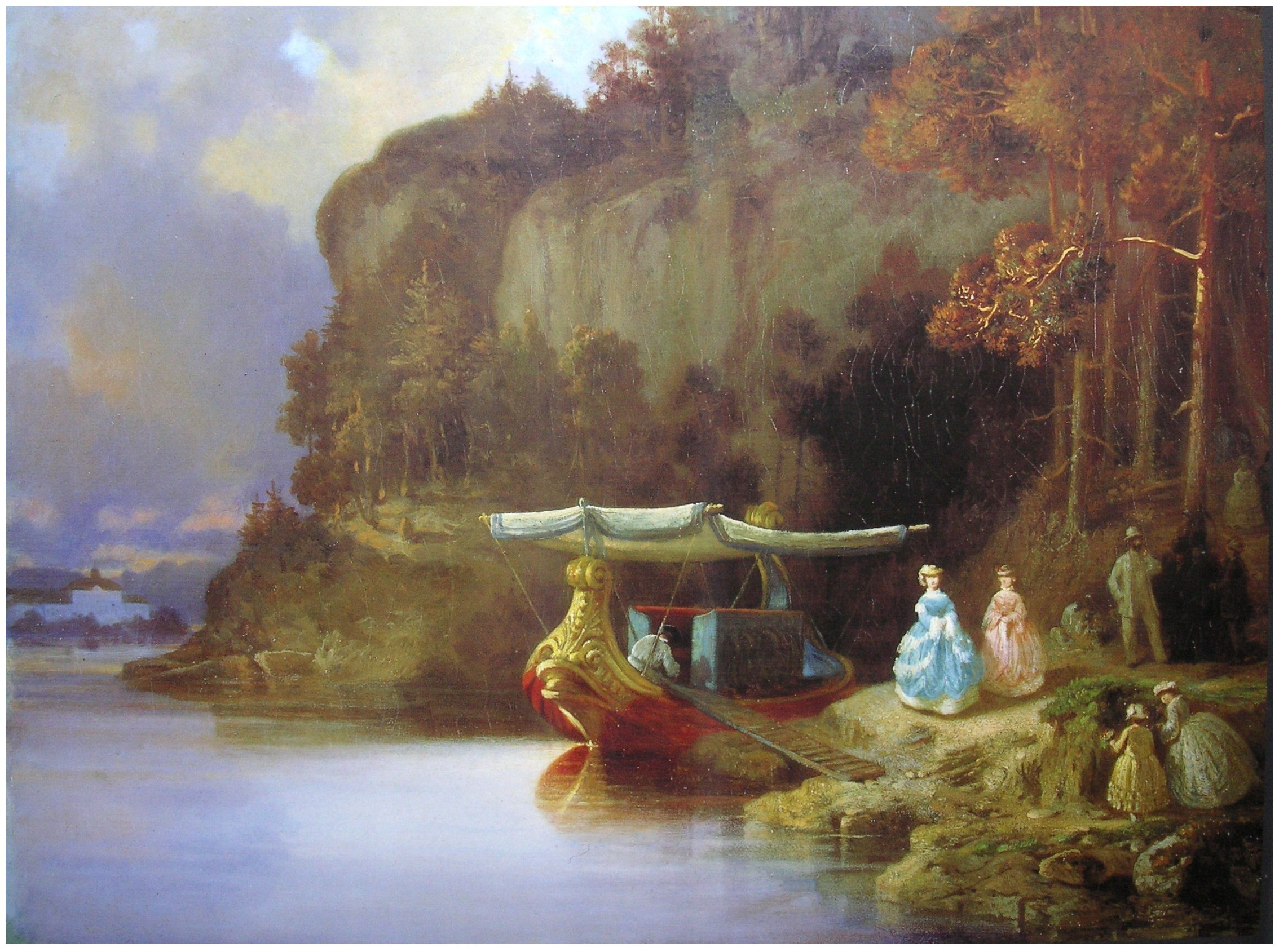
Utsikt över Edsviken, 1865, Gemälde von Johan Christoffer Boklund
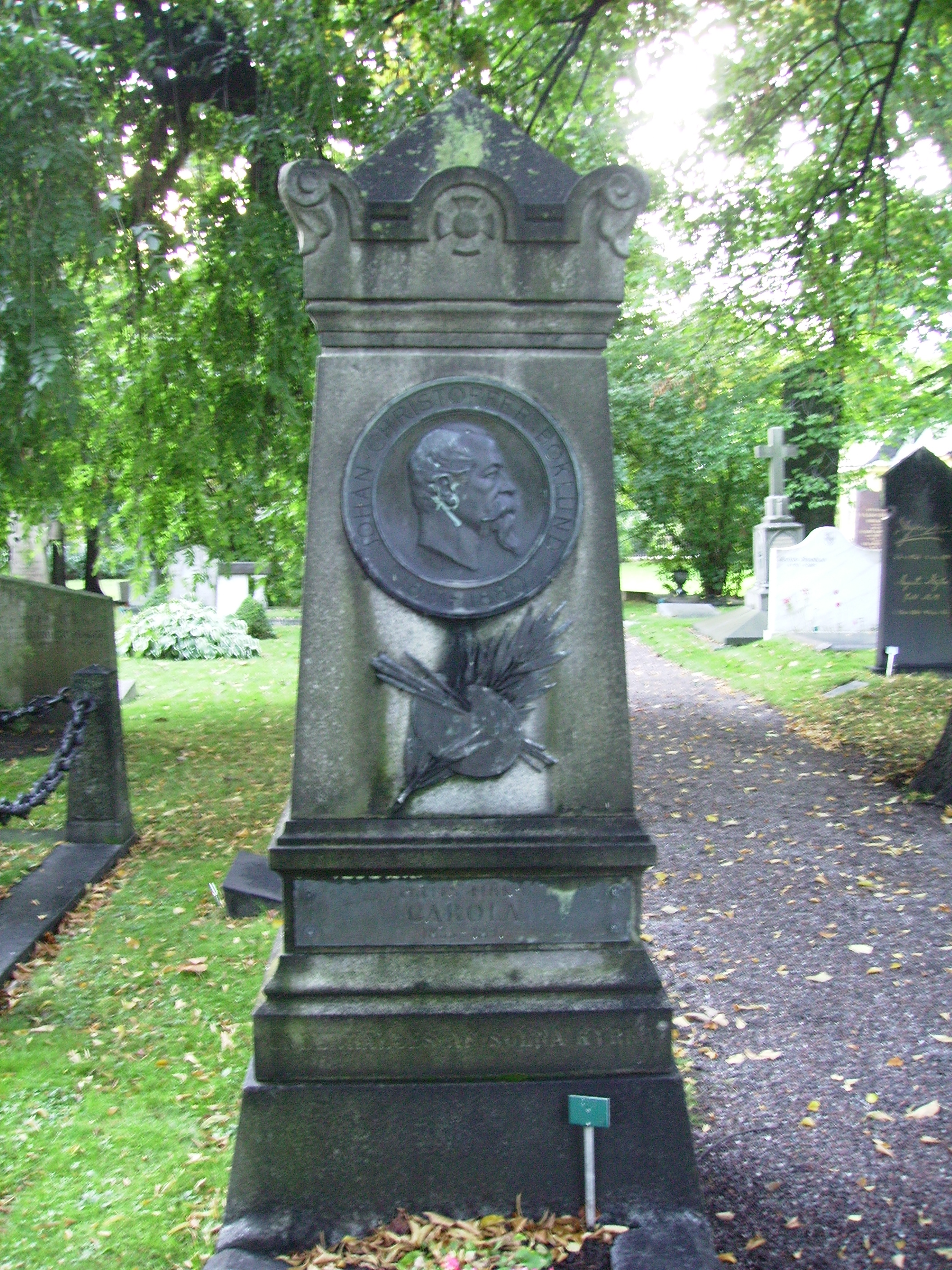
Grabstätte von Johan Christoffer Boklund auf dem Friedhof in Solna